# James McSweeney
James Adam McSweeney (ur. 24 października 1980 w Londynie) – angielski zawodnik mieszanych sztuk walki oraz kick-bokser wagi ciężkiej. Półfinalista 10 części The Ultimate Fightera wagi ciężkiej. W swojej karierze walczył dla takich federacji jak m.in. CRC, One Championship, BAMMA, UFC czy KSW.

## Kariera kick-bokserska
McSweeney rozpoczął treningi kickboxingu już w wieku 6 lat. Gdy skończył 15-te urodziny postanowił zakończyć edukację i wyjechać do Tajlandii, aby szlifować tam swoje umiejętności w muay thai. Tam rozpoczął też zawodowe starty.
Następnie przeniósł się do Amsterdamu w Holandii, aby trenować kick-boxing w klubie Fighting Factory Carbin, gdzie trenuje wśród takich zawodników jak m.in. Alistair Overeem, Valentijn Overeem, Tyrone Spong czy pod okiem głównego trenera tego klubu, Luciena Carbina.
W 2013 roku został mistrzem organizacji Championship Fighting Alliance w wadze ciężkiej.
We wrześniu 2021 roku podpisał kontrakt z dużą organizacją Glory, a debiut dla tej federacji odbył 23 października tego samego roku w walce przeciwko Gökhanowi Sakiemu podczas gali Glory 79: Collision 3. McSweeney przegrał przez nokaut w drugiej rundzie.
W grudniu 2022 roku McSweeney po pokonaniu Bugra Erdogana zdobył tytuł mistrzowski organizacji Mix Fight w wadze ciężkiej. Wydarzenie odbyło się w niemieckim Frankfurcie.
9 września 2023 podczas paryskiej gali Glory 88 zmierzy się w walce z doświadczonym Badrem Harim.

## Kariera MMA
W 2006 roku przeszedł na mieszane sztuki walki i zamieszkał z trenerem The Ultimate Fightera, Rashadem Evansem. Obaj szybko nawiązali więź, po tym jak McSweeney pomógł w przygotowaniach Evansa do walki przeciwko Forrestowi Griffinowi w grudniu 2008 roku. McSweeney podczas treningu do walki z Travisem Brownem przeniósł swój obóz z klubu Jackson Submission Fighting w Albuquerque do Grudge Training Center w Denver, aby trenować w pełnym wymiarze godzin wraz z innymi zawodnikami UFC, takimi jak m.in. Shane Carwin, Brendan Schaub czy Nate Marquardt.

### Program The Ultimate Fighter i UFC[7]
Zagrał w The Ultimate Fighter 10: Heavyweights", 10 odsłonie programu The Ultimate Fighter, organizowanego przez najlepszą federacją mieszanych sztuk walki – Ultimate Fighting Championship. McSweeney był pierwszym ogólnym wyborem i zawalczył w drugim odcinku serialu przeciwko Wesowi Shiversowi, pokonując go decyzją większościową. Następnie przeszedł do następnej rundy turnieju, walcząc z kolegą z klubu, Mattem Mitrionem. McSweeney wygrał za pomocą duszenia gilotynowego w pierwszej rundzie. W półfinale przegrał z byłym mistrzem wagi ciężkiej IFL – Royem Nelsonem przez TKO, po tym jak został ubity w parterze z pozycji krucyfiksa przez swojego rywala.
Po nieudanym półfinale otrzymał drugą szansę od UFC na ponowny występ w programie. 5 grudnia 2009 podczas gali Ultimate Fighter 10: Heavyweights Finale zawalczył z Darrillm Schoonoverem, wygrywając przez TKO w trzeciej rundzie. Walka została wpisana do rekordu zawodowego.
McSweeney po raz drugi wystąpił w UFC, na karcie Ultimate Fighter: Team Liddell vs. Team Ortiz Finale, walcząc z niepokonanym Travisem Brownem. Walka zakończyła się zwycięstwem przez TKO dla Amerykanina, dzięki ciosom w pierwszej rundzie. McSweeney po walce stwierdził, że został uderzony nielegalnymi łokciami i próbował odwołać się od porażki, jednak później postanowił odrzucić protest i skupiał się na swojej następnej walce.
McSweeney przeszedł do kategorii półciężkiej podczas występu na gali UFC 120 z Fábio Maldonadem, po tym jak niedoszły rywal Tom Blackledge został zmuszony do wycofania się z walki. McSweeney przegrał walkę w trzeciej rundzie przez TKO.
Według informacji 20 stycznia 2011 rozmowy na koncie McSweeneya na Twitterze wyraźnie wskazywały, że nie jest on już częścią UFC.

### One Championship
W 2014 roku McSweeney podpisał kontrakt z azjatycką organizacją One Championship. W pierwszej walce zmierzył się z Chrisem Lokteffem na gali "ONE Fighting Championship: Rise of Heroes" w maju i wygrał walkę przez nokaut latającym kolanem w pierwszej rundzie.
W swojej drugiej walce o awans zmierzył się z Cristiano Kaminishim podczas gali "ONE FC: Reign of Champions" w sierpniu. Ponownie wygrał walkę przez KO w pierwszej rundzie.
W swojej trzeciej walce z awansem zmierzył się z Rogerem Gracie na "ONE FC 23: Warrior's Way" w grudniu. Przegrał walkę przez TKO w trzeciej rundzie.

### Konfrontacja Sztuk Walki
31 października 2015 podczas gali KSW 32: Road to Wembley w debiucie dla polskiej federacji pokonał przez duszenie zza pleców Marcina Różalskiego w pierwszej rundzie.
5 marca 2016 na KSW 34: New Order zawalczył z mistrzem Karolem Bedorfem o pas KSW w wadze ciężkiej. Bedorf w pierwszej rundzie znokautował McSweeneya.
22 października 2017 roku miał zawalczyć na gali KSW 40 z Mariuszem Pudzianowskim, jednak z powodu choroby padaczki musiał zrezygnować z występu w Dublinie. Nowym rywalem Pudziana w walce wieczoru został Jay Silva.
Po 2 letniej przerwie zawalczył ponownie dla polskiej federacji, podczas KSW 45: Return to Wembley. Początkowo rywalem McSweeneya miał zostać polski król nokautu, Michał Andryszak, jednak ten z powodu kontuzji zrezygnował z walki. Nowym rywalem Brytyjczyka został doświadczony Brazylijczyk, Thiago Silva. 6 października uległ rywalowi jednogłośnie na punkty.

## Osiągnięcia

### Mieszane sztuki walki
- 2013: Mistrz Championship Fighting Alliance w wadze półciężkiej.
- 2009: Półfinalista The Ultimate Fighter w wadze ciężkiej, (2 wystawowe wygrane walki).

### Kick-boxing
- 2013: Mistrz Championship Fighting Alliance w wadze ciężkiej.

## Lista walk w MMA

### Zawodowe
| Wynik     | Bilans | Przeciwnik (bilans przed walką) | Rozstrzygnięcie                                        | Runda | Czas | Rozgrywki                                                | Data       | Miejsce       | Uwagi                                                           |
| --------- | ------ | ------------------------------- | ------------------------------------------------------ | ----- | ---- | -------------------------------------------------------- | ---------- | ------------- | --------------------------------------------------------------- |
| Przegrana | 15-18  | Hatef Moeil (8-4)               | TKO (ciosy pięściami)                                  | 1     | 4:13 | Mix Fight Championship 26                                | 22.06.2019 | Hesja         | Pojedynek o pas mistrzowski MFC w wadze ciężkiej                |
| Przegrana | 15-17  | Thiago Silva (20-7)             | Decyzja (jednogłośna)                                  | 3     | 5:00 | KSW 45: The Return to Wembley                            | 06.10.2018 | Londyn        |                                                                 |
| Przegrana | 15-16  | Fernando Rodrigues Jr. (11-4)   | Decyzja (jednogłośna)                                  | 3     | 5:00 | Superior Challenge 17                                    | 19.05.2018 | Sztokholm     | Pojedynek o pas mistrzowski Superior Challenge w wadze ciężkiej |
| Przegrana | 15-15  | Tai Tuivasa (6-0)               | TKO (przerwanie przez narożnik)                        | 1     | 5:00 | Australian FC 17                                         | 15.10.2016 | Melbourne     | Pojedynek o pas mistrzowski AFC w wadze ciężkiej                |
| Przegrana | 15-14  | Karol Bedorf (13-2)             | TKO (łokcie)                                           | 1     | 3:33 | KSW 34: New Order                                        | 05.03.2016 | Warszawa      | Pojedynek o pas mistrzowski KSW w wadze ciężkiej                |
| Wygrana   | 15-13  | Marcin Różalski (5-3)           | Poddanie (duszenie zza pleców)                         | 1     | 2:13 | KSW 32: Road to Wembley                                  | 31.10.2015 | Londyn        | Eliminator do walki o pas mistrzowski KSW w wadze ciężkiej      |
| Przegrana | 14-13  | Dienis Goltsow (14-4)           | TKO (wysokie kopnięcie na głowę i ciosy pięściami)     | 2     | 0:46 | Tech-Krep FC – Prime Selection 4: Grandmasters           | 24.07.2015 | Krasnodar     |                                                                 |
| Przegrana | 14-12  | Roger Gracie (6-2)              | TKO (frontalne kopnięcie na wątrobę i ciosy pięściami) | 3     | 3:15 | ONE FC 23: Warrior's Way                                 | 05.12.2014 | Pasay         |                                                                 |
| Wygrana   | 14-11  | Cristiano Kaminishi (8-1)       | KO (cios i kopnięcie na głowę leżącego przeciwnika)    | 1     | 1:17 | ONE FC: Reign of Champions                               | 29.08.2014 | Dubaj         |                                                                 |
| Wygrana   | 13-11  | Chris Lokteff (12-1)            | KO (latające kolano)                                   | 1     | 3:04 | ONE Fighting Championship: Rise of Heroes                | 02.05.2014 | Pasay         |                                                                 |
| Wygrana   | 12-11  | Stefan Traunmuller (11-2-1)     | Poddanie (dźwignia na staw łokciowy)                   | 1     | 0:35 | FFC09: McSweeney vs. Traunmuller                         | 15.11.2013 | Lublana       | Powrót do wagi ciężkiej                                         |
| Przegrana | 11-11  | Paul Buentello (32-15)          | TKO (kopnięcie na wątrobę)                             | 2     | 2:44 | Legacy FC 22                                             | 23.08.2013 | Lubbock       |                                                                 |
| Wygrana   | 11-10  | Dion Staring (29-9)             | TKO (wysokie kopnięcie na głowę i ciosy pięściami)     | 1     | 0:38 | CFA 10: McSweeney vs. Staring                            | 02.03.2013 | Coral Gables  | Zdobył mistrzowski pas CFA w wadze półciężkiej                  |
| Przegrana | 10-10  | Matti Mäkelä (10-11)            | TKO (ciosy pięściami)                                  | 2     | 0:00 | Superior Challenge 8                                     | 06.10.2012 | Malmö         |                                                                 |
| Wygrana   | 10-9   | Jeff King (3-9)                 | Poddanie (duszenie zza pleców)                         | 1     | 2:30 | Shamrock Events Kings of Kombat 7                        | 23.06.2012 | Melbourne     |                                                                 |
| Wygrana   | 9-9    | Kym Robinson (10-5)             | TKO (ciosy pięściami i łokciami)                       | 1     | 3:03 | Shamrock Events Night of Mayhem 4                        | 14.04.2012 | Dandenong     | Powrót do wagi półciężkiej                                      |
| Wygrana   | 8-9    | Felis Leniu (9-4)               | Poddanie (duszenie zza pleców)                         | 1     | 0:00 | Shamrock Events Kings of Kombat 6                        | 17.03.2012 | Keysborough   | Walka w wadze ciężkiej                                          |
| Wygrana   | 7-9    | Doug Viney (0-0)                | Poddanie (duszenie zza pleców)                         | 1     | 2:30 | Shamrock Events Kings of Kombat 5                        | 10.12.2011 | Keysborough   |                                                                 |
| Przegrana | 6-9    | Emanuel Newton (17-6-1)         | Poddanie (duszenie zza pleców)                         | 1     | 1:45 | Superior Cage Combat 3                                   | 04.11.2011 | Las Vegas     |                                                                 |
| Wygrana   | 6-8    | Sam Brown (8-3-1)               | Poddanie (dźwignia na staw łokciowy)                   | 1     | 2:25 | Shamrock Events Kings of Kombat 4                        | 20.08.2011 | Melbourne     |                                                                 |
| Wygrana   | 5-8    | Lee Mein (5-9)                  | TKO (ciosy pięściami)                                  | 1     | 2:01 | Bully's Fight Night 2                                    | 22.07.2011 | Lethbridge    |                                                                 |
| Przegrana | 4-8    | Francisco France (6-2)          | Poddanie (klucz na rękę)                               | 1     | 1:35 | Crowbar MMA Spring Brawl 2011                            | 20.04.2011 | Fargo         |                                                                 |
| Przegrana | 4-7    | Ricco Rodriguez (45-11)         | Decyzja (jednogłośna)                                  | 3     | 5:00 | BAMMA 5: Daley vs. Shirai                                | 26.02.2011 | Manchester    | Pojedynek w umownym limicie do 97 kg                            |
| Przegrana | 4-6    | Fábio Maldonado (17-3)          | TKO (ciosy pięściami)                                  | 3     | 0:48 | UFC 120: Bisping vs. Akiyama                             | 16.10.2010 | London        | Debiut w wadze półciężkiej                                      |
| Przegrana | 4-5    | Travis Browne (9-0)             | TKO (ciosy pięściami)                                  | 1     | 4:32 | The Ultimate Fighter: Team Liddell vs. Team Ortiz Finale | 19.06.2010 | Las Vegas     |                                                                 |
| Wygrana   | 4-4    | Darrill Schoonover (10-0)       | TKO (ciosy pięściami i łokciami)                       | 3     | 3:20 | The Ultimate Fighter: Heavyweights Finale                | 05.12.2009 | Las Vegas     |                                                                 |
| Przegrana | 3-4    | Ricardo Romero (6-1)            | Poddanie (duszenie zza pleców)                         | 1     | 2:27 | Ring of Combat 24                                        | 17.04.2009 | Atlantic City |                                                                 |
| Przegrana | 3-3    | Neil Grove (6-1)                | KO (ciosy pięściami)                                   | 2     | 1:38 | UCMMA 1: Bad Breed                                       | 06.12.2008 | Londyn        |                                                                 |
| Wygrana   | 3-2    | Roman Wehbe (4-5)               | KO (kolano)                                            | 1     | 0:10 | Cage Rage 28                                             | 20.09.2008 | Londyn        |                                                                 |
| Wygrana   | 2-2    | Chris Cooper (3-1)              | TKO (ciosy pięściami)                                  | 1     | 3:09 | FX3: Fight Night 9                                       | 13.09.2008 | Reading       |                                                                 |
| Przegrana | 1-2    | Mostapha Al Turk (5-3)          | TKO (ciosy pięściami)                                  | 1     | 2:06 | Cage Rage 27                                             | 12.07.2008 | Londyn        | Eliminator do walki o pas mistrzowski Cage Rage Championships   |
| Przegrana | 1-1    | Robert Paczków (0-0)            | Poddanie (duszenie smother)                            | 1     | 2:09 | Cage Rage 24 – Feel the Pain                             | 01.12.2007 | Londyn        |                                                                 |
| Wygrana   | 1-0    | Mark Buchanan (4-3)             | TKO (ciosy pięściami)                                  | 1     | 1:30 | Cage Rage 22                                             | 14.07.2007 | Londyn        | Debiut w zawodowym MMA                                          |

### Wystawowe
| Wynik     | Bilans | Przeciwnik    | Rozstrzygnięcie                | Runda | Czas | Rozgrywki                             | Data       | Miejsce   | Uwagi         |
| --------- | ------ | ------------- | ------------------------------ | ----- | ---- | ------------------------------------- | ---------- | --------- | ------------- |
| Przegrana | 2-1    | Roy Nelson    | TKO (ciosy pięściami)          | 1     | 4:13 | The Ultimate Fighter 10: Heavyweights | 08.07.2009 | Las Vegas | Półfinały     |
| Wygrana   | 2-0    | Matt Mitrione | Poddanie (duszenie gilotynowe) | 1     | 3:38 | The Ultimate Fighter 10: Heavyweights | 30.06.2009 | Las Vegas | Ćwierćfinały  |
| Wygrana   | 1-0    | Wes Shivers   | Decyzja (większościowa)        | 2     | 5:00 | The Ultimate Fighter 10: Heavyweights | 05.06.2009 | Las Vegas | Wstępna walka |